# Specie di Lycosidae (A-E)
Di seguito sono descritte tutte le specie della famiglia di ragni Lycosidae, i cui generi cominciano dalla lettera A alla lettera E, note al 6 gennaio 2017.

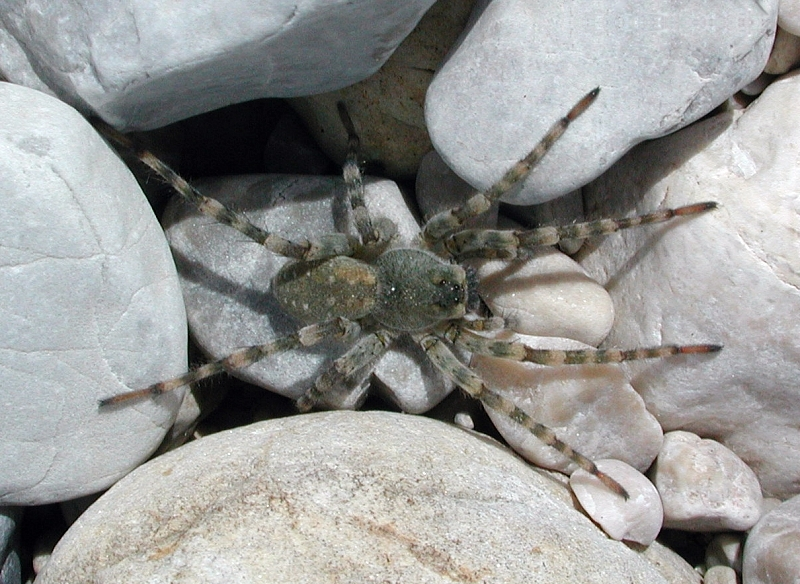
Arctosa cinerea

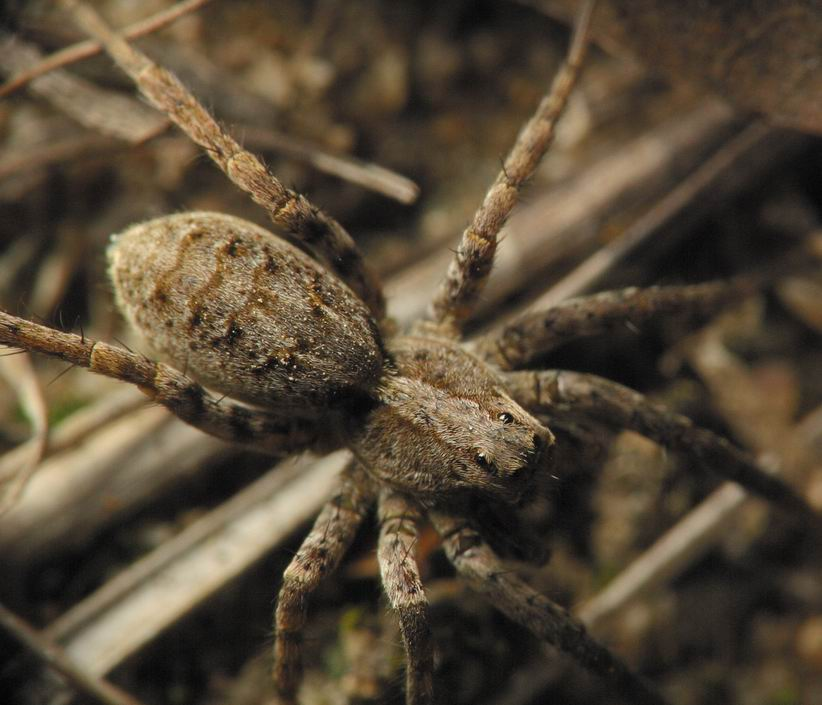
Arctosa sp.

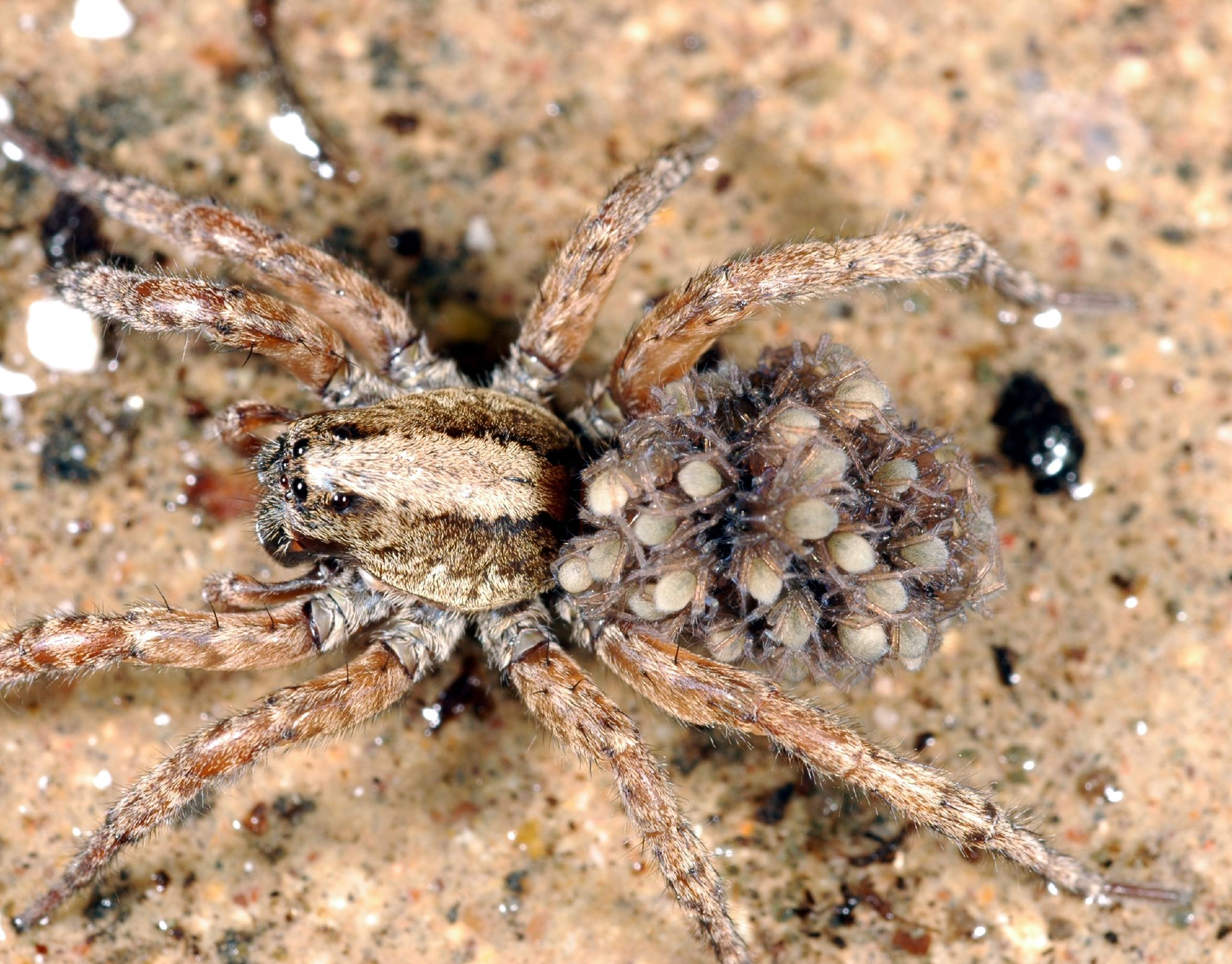
ragno-lupo con i piccoli

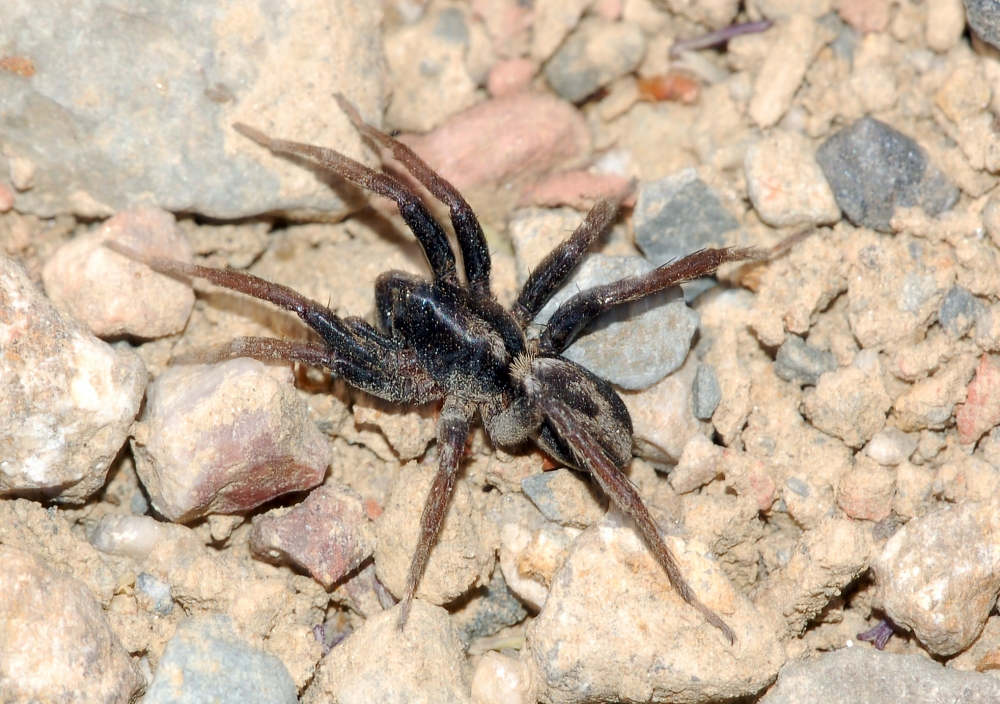
Alopecosa albofasciata

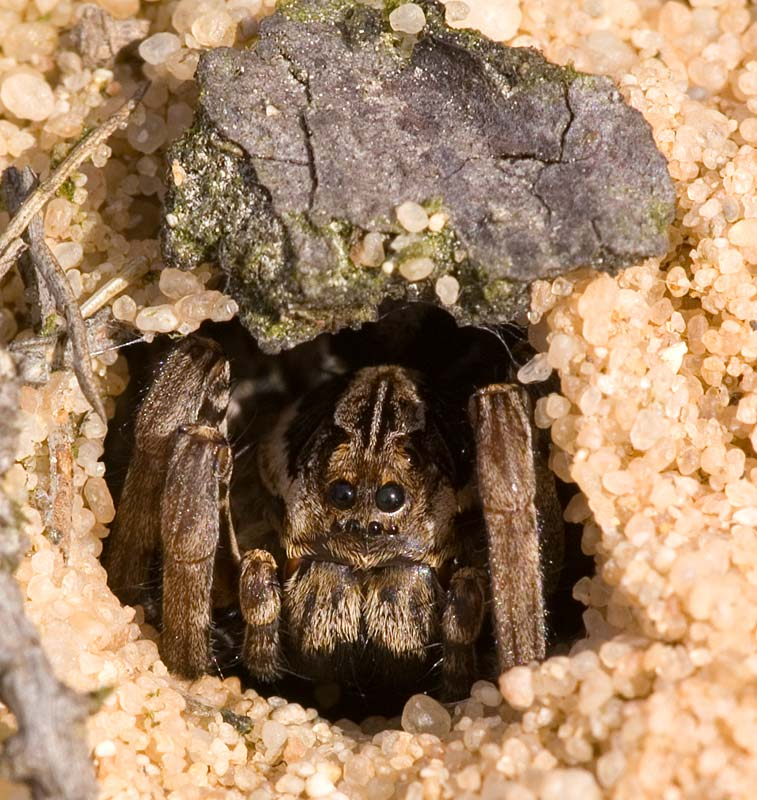
Alopecosa fabrilis, femmina

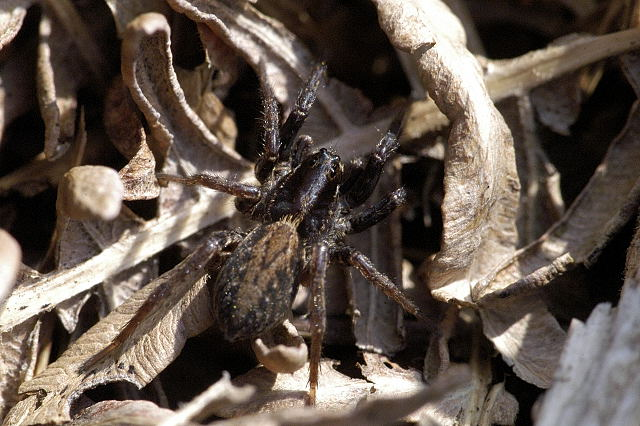
Alopecosa pulverulenta, femmina

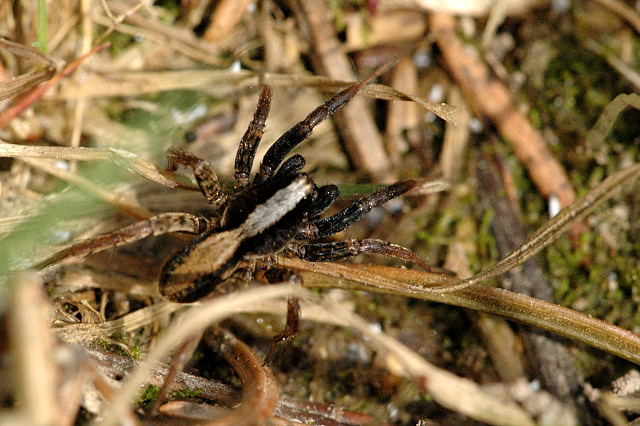
Alopecosa pulverulenta, maschio

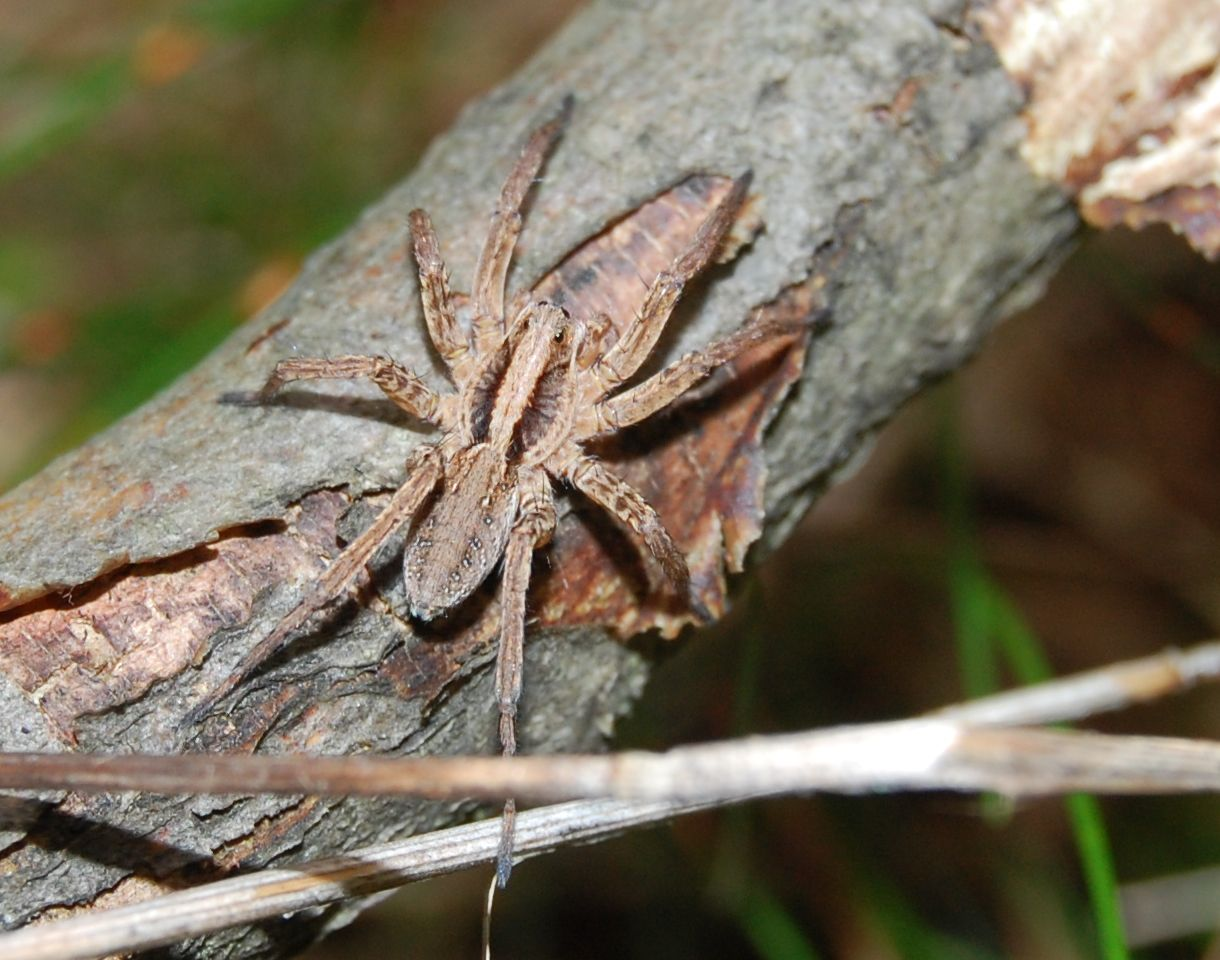
Alopecosa trabalis

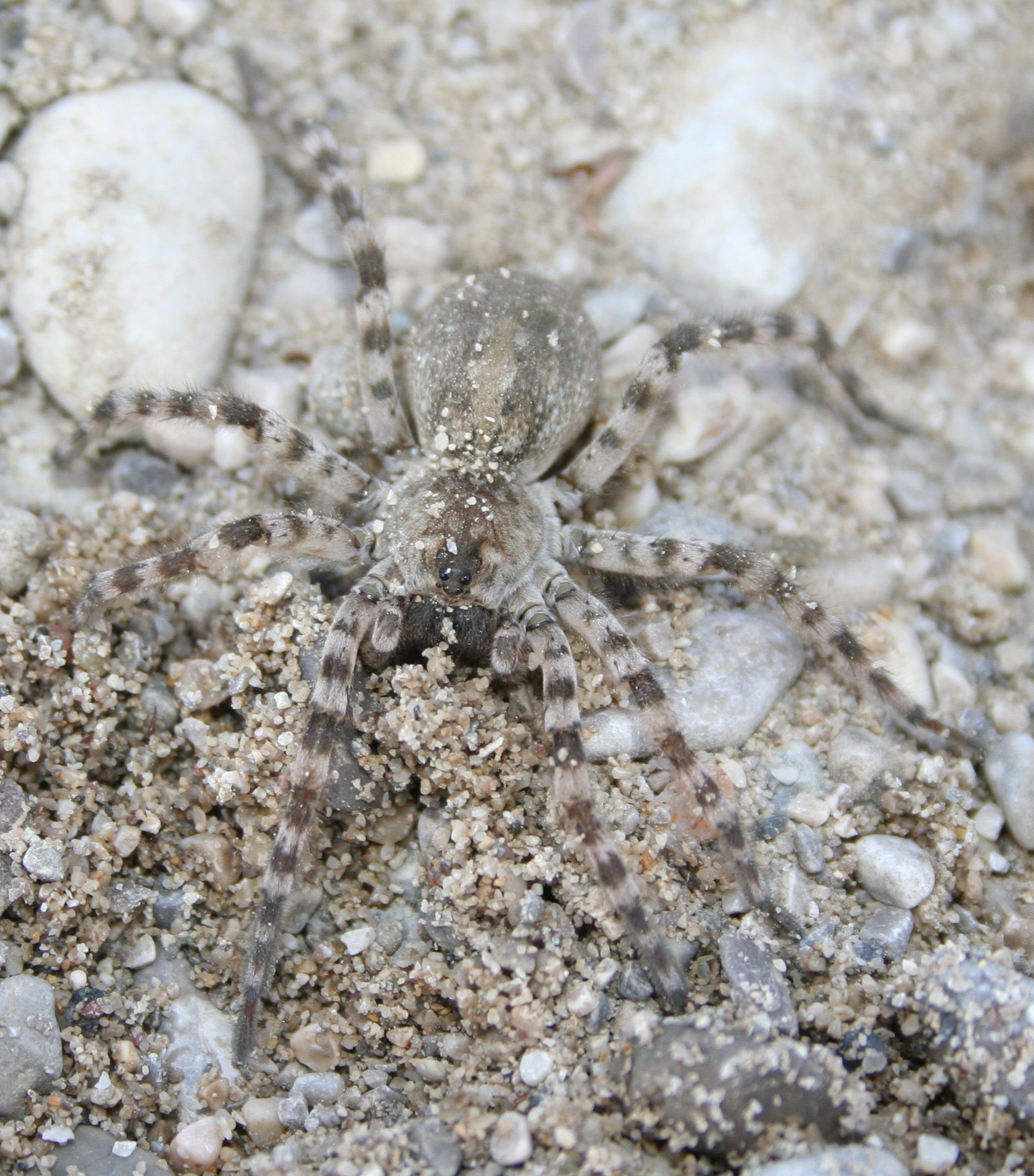
Arctosa cinerea

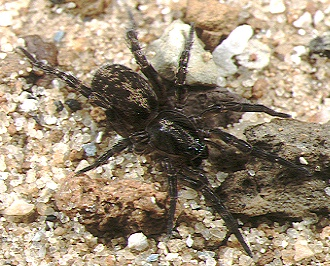
Arctosa ipsa, femmina

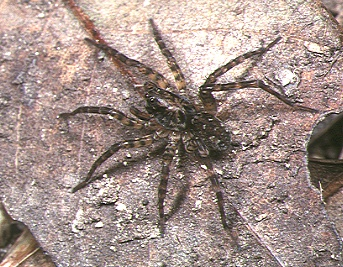
Arctosa laminata, maschio

## Acantholycosa
Acantholycosa Dahl, 1908
1. Acantholycosa aborigenica Zyuzin & Marusik, 1988 — Russia, Mongolia
2. Acantholycosa altaiensis Marusik, Azarkina & Koponen, 2004 — Russia
3. Acantholycosa azarkinae Marusik & Omelko, 2011 — Russia
4. Acantholycosa azheganovae (Lobanova, 1978) — Russia
5. Acantholycosa azyuzini Marusik, Hippa & Koponen, 1996 — Russia
6. Acantholycosa baltoroi (Caporiacco, 1935) — Kashmir, Nepal, Cina
7. Acantholycosa dudkoromani Marusik, Azarkina & Koponen, 2004 — Russia
8. Acantholycosa dudkorum Marusik, Azarkina & Koponen, 2004 — Russia
9. Acantholycosa katunensis Marusik, Azarkina & Koponen, 2004 — Russia
10. Acantholycosa khakassica Marusik, Azarkina & Koponen, 2004 — Russia
11. Acantholycosa levinae Marusik, Azarkina & Koponen, 2004 — Russia
12. Acantholycosa lignaria (Clerck, 1757) — Regione paleartica
13. Acantholycosa logunovi Marusik, Azarkina & Koponen, 2004 — Russia
14. Acantholycosa mordkovitchi Marusik, Azarkina & Koponen, 2004 — Russia
15. Acantholycosa norvegica (Thorell, 1872) — Regione paleartica
  - Acantholycosa norvegica sudetica (L. Koch, 1875)[1] — Europa
16. Acantholycosa oligerae Marusik, Azarkina & Koponen, 2004 — Russia
17. Acantholycosa paraplumalis Marusik, Azarkina & Koponen, 2004 — Russia
18. Acantholycosa pedestris (Simon, 1876) — Europa
19. Acantholycosa petrophila Marusik, Azarkina & Koponen, 2004 — Russia
20. Acantholycosa plumalis Marusik, Azarkina & Koponen, 2004 — Russia
21. Acantholycosa sayanensis Marusik, Azarkina & Koponen, 2004 — Russia
22. Acantholycosa solituda (Levi & Levi, 1951) — USA, Canada
23. Acantholycosa spinembolus Marusik, Azarkina & Koponen, 2004 — Russia
24. Acantholycosa sterneri (Marusik, 1993) — Russia, Mongolia
25. Acantholycosa sundukovi Marusik, Azarkina & Koponen, 2004 — Russia
26. Acantholycosa tarbagataica Marusik & Logunov, 2011 — Kazakhstan
27. Acantholycosa valeriae Omelko, Komisarenko & Marusik, 2016 — Russia
28. Acantholycosa zinchenkoi Marusik, Azarkina & Koponen, 2004 — Russia, Kazakistan

## Adelocosa
Adelocosa Gertsch, 1973
- Adelocosa anops Gertsch, 1973[1] — Hawaii (isola di Kauai)

## Agalenocosa
Agalenocosa Mello-Leitão, 1944
1. Agalenocosa bryantae (Roewer, 1951) — Hispaniola
2. Agalenocosa chacoensis (Mello-Leitão, 1942) — Argentina
3. Agalenocosa denisi (Caporiacco, 1947) — Guyana
4. Agalenocosa fallax (L. Koch, 1877) — Queensland (Australia)
5. Agalenocosa gamas Piacentini, 2014 — Argentina
6. Agalenocosa gentilis Mello-Leitão, 1944 — Argentina
7. Agalenocosa grismadoi Piacentini, 2014 — Paraguay, Argentina
8. Agalenocosa helvola (C. L. Koch, 1847) — Messico, Colombia
9. Agalenocosa kolbei (Dahl, 1908) — Arcipelago delle Bismarck (Papua Nuova Guinea)
10. Agalenocosa luteonigra (Mello-Leitão, 1945) — Argentina
11. Agalenocosa melanotaenia (Mello-Leitão, 1941) — Argentina
12. Agalenocosa pickeli (Mello-Leitão, 1937) — Brasile
13. Agalenocosa pirity Piacentini, 2014 — Argentina
14. Agalenocosa punctata Mello-Leitão, 1944 — Argentina
15. Agalenocosa subinermis (Simon, 1897) — India
16. Agalenocosa tricuspidata (Tullgren, 1905) — Argentina
17. Agalenocosa velox (Keyserling, 1891)[1] — Brasile, Argentina
18. Agalenocosa yaucensis (Petrunkevitch, 1929) — Porto Rico

## Aglaoctenus
Aglaoctenus Tullgren, 1905
- Aglaoctenus castaneus (Mello-Leitão, 1942) — Brasile, Ecuador, Perù, Argentina
- Aglaoctenus lagotis (Holmberg, 1876)[1] — dalla Colombia all'Argentina
- Aglaoctenus oblongus (C.L. Koch, 1847) — Brasile, Uruguay, Argentina
- Aglaoctenus puyen Piacentini, 2011 — Argentina
- Aglaoctenus yacytata Piacentini, 2011 — Argentina

## Algidus
Algidus Simon, 1898
- Algidus marmoratus Simon, 1898[1] — Venezuela

## Allocosa
Allocosa Banks, 1900
1. Allocosa abmingani (Hickman, 1944) — Australia meridionale
2. Allocosa absoluta (Gertsch, 1934) — USA, Messico
3. Allocosa adolphifriederici (Strand, 1913) — Africa centrale e orientale, Zanzibar
4. Allocosa albiconspersa Roewer, 1959 — Ruanda
5. Allocosa albonotata (Schmidt, 1895) — Russia
6. Allocosa algoensis (Pocock, 1900) — Sudafrica
7. Allocosa alticeps (Mello-Leitão, 1944) — Argentina
8. Allocosa apora (Gertsch, 1934) — dagli USA alla Costa Rica
9. Allocosa aurata (Purcell, 1903) — Sudafrica
10. Allocosa aurichelis Roewer, 1959 — Sudafrica
11. Allocosa bersabae Roewer, 1959 — Namibia
12. Allocosa biserialis Roewer, 1959 — Congo
13. Allocosa brasiliensis (Petrunkevitch, 1910) — Brasile, Uruguay, Argentina, Cile
14. Allocosa caboverdensis Schmidt & Krause, 1995 — Isole Capo Verde
15. Allocosa calamarica (Strand, 1914) — Colombia
16. Allocosa cambridgei (Simon, 1876) — Turchia, Siria
17. Allocosa chamberlini (Gertsch, 1934) — USA
18. Allocosa clariventris (Guy, 1966) — Marocco
19. Allocosa comotti (Thorell, 1887) — Birmania
20. Allocosa danneili (Dahl, 1908) — Arcipelago delle Bismarck (Papua Nuova Guinea)
21. Allocosa delagoa Roewer, 1959 — Mozambico
22. Allocosa delesserti (Caporiacco, 1941) — Etiopia
23. Allocosa deserticola (Simon, 1898) — Egitto
24. Allocosa dingosaeformis (Guy, 1966) — Marocco
25. Allocosa dubia (Walckenaer, 1837) — Brasile
26. Allocosa dufouri (Simon, 1876) — Portogallo, Spagna
27. Allocosa edeala Roewer, 1959 — Camerun
28. Allocosa efficiens Roewer, 1959 — Congo, Ruanda
29. Allocosa excusor (L. Koch, 1867) — Queensland (Australia)
30. Allocosa exserta Roewer, 1959 — Botswana, Sudafrica
31. Allocosa faberrima (Simon, 1910) — Namibia
32. Allocosa finkei (Hickman, 1944) — Australia meridionale
33. Allocosa flavisternis (L. Koch, 1877) — Queensland (Australia), Nuovo Galles del Sud (Australia)
34. Allocosa floridiana (Chamberlin, 1908) — USA
35. Allocosa funerea (Hentz, 1844)[1] — USA
36. Allocosa furtiva (Gertsch, 1934) — USA
37. Allocosa gabesia Roewer, 1959 — Tunisia
38. Allocosa glochidea Roewer, 1959 — Namibia
39. Allocosa gorontalensis (Merian, 1911) — Celebes (Indonesia)
40. Allocosa gracilitarsis (Purcell, 1903) — Sudafrica
41. Allocosa guianensis (Caporiacco, 1947) — Guyana
42. Allocosa halei (Hickman, 1944) — Territorio del Nord (Australia)
43. Allocosa handschini (Schenkel, 1937) — Marocco
44. Allocosa hasselti (L. Koch, 1877) — Queensland (Australia), Australia meridionale
45. Allocosa hirsuta (Bösenberg & Lenz, 1895) — Africa centrale e orientale
46. Allocosa hostilis (L. Koch, 1877) — Isole Figi
47. Allocosa hugonis (Strand, 1911) — Isole Aru (Indonesia)
48. Allocosa illegalis (Strand, 1906) — Etiopia
49. Allocosa ituriana (Strand, 1913) — Africa centrale
50. Allocosa iturianella Roewer, 1959 — Kenya, Uganda
51. Allocosa kalaharensis (Simon, 1910) — Namibia, Sudafrica
52. Allocosa karissimbica (Strand, 1913) — Africa centrale e orientale
53. Allocosa kazibana Roewer, 1959 — Congo, Ruanda, Tanzania
54. Allocosa kulagini (Spassky, 1941) — Tagikistan
55. Allocosa laetella (Strand, 1907) — Isole Molucche
56. Allocosa lawrencei (Roewer, 1951) — Sudafrica
57. Allocosa leucotricha Roewer, 1959 — Congo
58. Allocosa lombokensis (Strand, 1913) — Lombok (Indonesia)
59. Allocosa mafensis (Lawrence, 1927) — Namibia
60. Allocosa mahengea Roewer, 1959 — Tanzania
61. Allocosa manmaka Roewer, 1960 — Afghanistan
62. Allocosa maroccana Roewer, 1959 — Marocco
63. Allocosa marshalli (Pocock, 1901) — Sudafrica
64. Allocosa martinicensis (Strand, 1910) — Martinica
65. Allocosa marua Roewer, 1959 — Camerun
66. Allocosa mascatensis (Simon, 1898) — Oman
67. Allocosa mexicana (Banks, 1898) — Messico
68. Allocosa millica (Strand, 1906) — USA
69. Allocosa mirabilis (Strand, 1906) — Etiopia
70. Allocosa mogadorensis (Simon, 1909) — Marocco
71. Allocosa mokiensis Gertsch, 1934 — USA
72. Allocosa molicola (Strand, 1906) — Etiopia
73. Allocosa montana Roewer, 1959 — Tanzania
74. Allocosa morelosiana (Gertsch & Davis, 1940) — USA, Messico
75. Allocosa mossambica Roewer, 1959 — Mozambico
76. Allocosa mossamedesa Roewer, 1959 — Angola
77. Allocosa mulaiki (Gertsch, 1934) — USA
78. Allocosa mutilata Mello-Leitão, 1937 — Brasile
79. Allocosa nanahuensis (Badcock, 1932) — Paraguay
80. Allocosa nebulosa Roewer, 1959 — Congo
81. Allocosa nigella (Caporiacco, 1940) — Etiopia
82. Allocosa nigripes (Guy, 1966) — Marocco
83. Allocosa nigriventris (Guy, 1966) — Marocco
84. Allocosa nigrofulva (Caporiacco, 1955) — Venezuela
85. Allocosa noctuabunda (Montgomery, 1904) — USA, Messico
86. Allocosa obscuroides (Strand, 1906) — Giava, Australia
87. Allocosa obturata (Lawrence, 1928) — Namibia
88. Allocosa olivieri (Simon, 1876) — Siria, Israele
89. Allocosa orinus (Chamberlin, 1916) — Perù
90. Allocosa otavia Roewer, 1959 — Namibia
91. Allocosa palabunda (L. Koch, 1877) — Australia, Nuova Caledonia
92. Allocosa pallideflava (Lawrence, 1936) — Namibia
93. Allocosa panamena Chamberlin, 1925 — dal Messico all'Ecuador
94. Allocosa paraguayensis (Roewer, 1951) — Paraguay
95. Allocosa pardala (Strand, 1909) — Brasile
96. Allocosa parva (Banks, 1894) — dagli USA alla Costa Rica
97. Allocosa parvivulva (Lawrence, 1927) — Namibia
98. Allocosa pellita Roewer, 1960 — Afghanistan
99. Allocosa perfecta Roewer, 1959 — Namibia
100. Allocosa pistia (Strand, 1913) — Africa centrale e orientale
101. Allocosa plumipes Roewer, 1959 — Tanzania
102. Allocosa pugnatrix (Keyserling, 1877) — America centrale, Indie occidentali
103. Allocosa pulchella Roewer, 1959 — Namibia
104. Allocosa pylora Chamberlin, 1925 — USA
105. Allocosa quadrativulva (Caporiacco, 1955) — Venezuela
106. Allocosa retenta (Gertsch & Wallace, 1935) — USA
107. Allocosa ruwenzorensis (Strand, 1913) — Africa orientale
108. Allocosa samoana (Roewer, 1951) — Isole Samoa
109. Allocosa sangtoda Roewer, 1960 — Afghanistan
110. Allocosa schoenlandi (Pocock, 1900) — Sudafrica
111. Allocosa schubotzi (Strand, 1913) — Ruanda
112. Allocosa sefrana (Schenkel, 1937) — Algeria
113. Allocosa sennaris Roewer, 1959 — Sudan
114. Allocosa sjostedti (Lessert, 1926) — Africa orientale, Ruanda
115. Allocosa soluta (Tullgren, 1905) — Bolivia
116. Allocosa sublata (Montgomery, 1902) — USA
117. Allocosa subparva Dondale & Redner, 1983 — USA, Messico
118. Allocosa tagax (Thorell, 1897) — Myanmar
119. Allocosa tangana Roewer, 1959 — Tanzania
120. Allocosa tarentulina (Audouin, 1826) — Africa settentrionale
121. Allocosa tenebrosa (Thorell, 1897) — Myanmar
122. Allocosa testacea Roewer, 1959 — Sudafrica
123. Allocosa thieli (Dahl, 1908) — Arcipelago delle Bismarck (Papua Nuova Guinea)
124. Allocosa tremens (O. P.-Cambridge, 1876) — Africa settentrionale
125. Allocosa tuberculipalpa (Caporiacco, 1940) — Africa centrale e orientale
126. Allocosa umtalica (Purcell, 1903) — Africa orientale e meridionale
127. Allocosa utahana Dondale & Redner, 1983 — USA
128. Allocosa venezuelica (Caporiacco, 1955) — Venezuela
129. Allocosa veracruzana (Gertsch & Davis, 1940) — Messico
130. Allocosa wittei Roewer, 1959 — Congo
131. Allocosa woodwardi (Simon, 1909) — Australia occidentale
132. Allocosa yurae (Strand, 1908) — Perù, Cile
133. Allocosa zualella (Strand, 1907) — Nuovo Galles del Sud (Australia)

## Allotrochosina
Allotrochosina Roewer, 1960
1. Allotrochosina karri Vink, 2001 — Australia Occidentale
2. Allotrochosina schauinslandi (Simon, 1899)[1] — Nuova Zelanda, isole Chatham
3. Allotrochosina walesiana Framenau, 2008 — Nuovo Galles del Sud

## Alopecosa
Alopecosa Simon, 1885
1. Alopecosa accentuata (Latreille, 1817) — Regione paleartica
2. Alopecosa aculeata (Clerck, 1757) — Regione olartica
3. Alopecosa akkolka Marusik, 1995 — Kazakistan, Cina
4. Alopecosa albofasciata (Brullé, 1832) — dal Mediterraneo all'Asia centrale
  - Alopecosa albofasciata rufa (Franganillo, 1918) — Spagna
5. Alopecosa albostriata (Grube, 1861) — Russia, Kazakistan, Cina, Corea
6. Alopecosa albovittata (Schmidt, 1895) — Russia
7. Alopecosa alpicola (Simon, 1876) — Regione paleartica
  - Alopecosa alpicola soriculata (Simon, 1876) — Francia, Italia
  - Alopecosa alpicola vidua (Simon, 1937) — Francia
8. Alopecosa andesiana (Berland, 1913) — Ecuador
9. Alopecosa artenarensis Wunderlich, 1992 — Isole Canarie
10. Alopecosa atis Caporiacco, 1949 — Africa settentrionale
11. Alopecosa atypica Ponomarev, 2008 — Kazakistan
12. Alopecosa auripilosa (Schenkel, 1953) — Russia, Cina, Corea
13. Alopecosa aurita Chen, Song & Kim, 2001 — Cina
14. Alopecosa ayubaevorum Fomichev & Logunov, 2015 — Russia
15. Alopecosa azsheganovae Esyunin, 1996 — Russia
16. Alopecosa balinensis (Giltay, 1935) — Bali
17. Alopecosa barbipes (Sundevall, 1833) — Regione paleartica
  - Alopecosa barbipes oreophila (Simon, 1937) — Francia
18. Alopecosa beckeri (Thorell, 1875) — Russia, Ucraina
19. Alopecosa camerunensis Roewer, 1960 — Camerun
20. Alopecosa canaricola Schmidt, 1982 — Isole Canarie
21. Alopecosa cedroensis Wunderlich, 1992 — Isole Canarie
22. Alopecosa chagyabensis Hu & Li, 1987 — Cina
23. Alopecosa cinnameopilosa (Schenkel, 1963) — Russia, Cina, Corea, Giappone
24. Alopecosa cronebergi (Thorell, 1875) — Ungheria, Russia, Ucraina
25. Alopecosa cuneata (Clerck, 1757) — Regione paleartica
26. Alopecosa cursor (Hahn, 1831) — Regione paleartica
  - Alopecosa cursor cursorioides Charitonov, 1969 — Russia, Asia centrale
27. Alopecosa curtohirta Tang, Urita & Song, 1993 — Cina
28. Alopecosa deserta Ponomarev, 2007 — Kazakistan
29. Alopecosa disca Tang et al., 1997 — Cina
30. Alopecosa dryada Cordes, 1996 — Grecia
31. Alopecosa edax (Thorell, 1875) — Polonia, Cina
32. Alopecosa ermolaevi Savelyeva, 1972 — Kazakistan
33. Alopecosa etrusca Lugetti & Tongiorgi, 1969 — Italia, Turchia
34. Alopecosa exasperans (O. P.-Cambridge, 1877) — Canada, Groenlandia
35. Alopecosa fabrilis (Clerck, 1757)[1] — Regione paleartica
  - Alopecosa fabrilis trinacriae Lugetti & Tongiorgi, 1969 — Sicilia
36. Alopecosa fedotovi (Charitonov, 1946) — Asia centrale
37. Alopecosa fuerteventurensis Wunderlich, 1992 — Isole Canarie
38. Alopecosa fulvastra Caporiacco, 1955 — Venezuela
39. Alopecosa gomerae (Strand, 1911) — Isole Canarie
40. Alopecosa gracilis (Bösenberg, 1895) — Isole Canarie
41. Alopecosa grancanariensis Wunderlich, 1992 — Isole Canarie
42. Alopecosa hamata (Schenkel, 1963) — Cina
43. Alopecosa hermiguensis Wunderlich, 1992 — Isole Canarie
44. Alopecosa himalayaensis Hu, 2001 — Cina
45. Alopecosa hingganica Tang, Urita & Song, 1993 — Mongolia, Cina
46. Alopecosa hirta (Kulczyński, 1908) — Russia
47. Alopecosa hirtipes (Kulczynski, 1907) — Canada, Alaska, Russia
48. Alopecosa hoevelsi Schmidt & Barensteiner, 2000 — Cina
49. Alopecosa hokkaidensis Tanaka, 1985 — Russia, Cina, Giappone
50. Alopecosa huabanna Chen, Song & Gao, 2000 — Cina
51. Alopecosa hui Chen, Song & Kim, 2001 — Cina
52. Alopecosa humilis Mello-Leitão, 1944 — Argentina
53. Alopecosa inderensis Ponomarev, 2007 — Kazakistan
54. Alopecosa inimica (O. P.-Cambridge, 1885) — Tagikistan
55. Alopecosa inquilina (Clerck, 1757) — Regione paleartica
56. Alopecosa irinae Lobanova, 1978 — Russia
57. Alopecosa kalahariana Roewer, 1960 — Botswana
58. Alopecosa kalavrita Buchar, 2001 — Grecia
59. Alopecosa kaplanovi Oliger, 1983 — Russia
60. Alopecosa kasakhstanica Savelyeva, 1972 — Kazakistan
61. Alopecosa kochi (Keyserling, 1877) — America settentrionale
62. Alopecosa koponeni Blagoev & Dondale, 2014 — Canada
63. Alopecosa kovblyuki Nadolny & Ponomarev, 2012 — Russia, Ucraina
64. Alopecosa kratochvili (Schenkel, 1963) — Cina
65. Alopecosa kronebergi Andreeva, 1976 — Asia centrale
66. Alopecosa krynickii (Thorell, 1875) — Ucraina
67. Alopecosa kulczynski Sternbergs, 1979 — Russia
68. Alopecosa kulczynskii (Bösenberg, 1895) — Isole Canarie
69. Alopecosa kulsaryensis Ponomarev, 2012 — Kazakistan
70. Alopecosa kungurica Esyunin, 1996 — Russia
71. Alopecosa kuntzi Denis, 1953 — Sicilia, Yemen
72. Alopecosa laciniosa (Simon, 1876) — Francia
73. Alopecosa lallemandi (Berland, 1913) — Ecuador
74. Alopecosa latifasciata (Kroneberg, 1875) — Asia centrale
75. Alopecosa leonhardii (Strand, 1913) — Australia centrale
76. Alopecosa lessertiana Brignoli, 1983 — Cina
77. Alopecosa licenti (Schenkel, 1953) — Russia, Mongolia, Cina, Corea
78. Alopecosa lindbergi Roewer, 1960 — Afghanistan
79. Alopecosa linzhan Chen & Song, 2003 — Cina
80. Alopecosa litvinovi Izmailova, 1989 — Russia
81. Alopecosa longicymbia Savelyeva, 1972 — Kazakistan
82. Alopecosa madigani (Hickman, 1944) — Territorio del Nord (Australia)
83. Alopecosa mariae (Dahl, 1908) — Regione paleartica
  - Alopecosa mariae orientalis (Kolosváry, 1934) — Ungheria
84. Alopecosa marikovskyi Logunov, 2013 — Kazakistan
85. Alopecosa medvedevi Ponomarev, 2009 — Kazakistan
86. Alopecosa mikhailovi Omelko, Marusik & Koponen, 2013 — isola di Sakhalin
87. Alopecosa moesta (Holmberg, 1876) — Argentina
88. Alopecosa mojonia (Mello-Leitão, 1941) — Argentina
89. Alopecosa moriutii Tanaka, 1985 — Russia, Corea, Giappone
90. Alopecosa mutabilis (Kulczynski, 1908) — Russia, Alaska
91. Alopecosa nagpag Chen, Song & Kim, 2001 — Cina
92. Alopecosa nemurensis (Strand, 1907) — Giappone
93. Alopecosa nigricans (Simon, 1886) — Argentina, Isole Falkland
94. Alopecosa nitidus Hu, 2001 — Cina
95. Alopecosa notabilis (Schmidt, 1895) — Kazakistan
96. Alopecosa nybelini Roewer, 1960 — Afghanistan
97. Alopecosa oahuensis (Keyserling, 1890) — Hawaii
98. Alopecosa obscura Schmidt, 1980 — Isole Canarie
99. Alopecosa obsoleta (C. L. Koch, 1847) — Turkmenistan
100. Alopecosa ogorodica Trilikauskas & Azarkina, 2014 — Russia
101. Alopecosa orbisaca Peng et al., 1997 — Cina
102. Alopecosa orotavensis (Strand, 1916) — Isole Canarie
103. Alopecosa osa Marusik, Hippa & Koponen, 1996 — Russia
104. Alopecosa osellai Lugetti & Tongiorgi, 1969 — Spagna
105. Alopecosa ovalis Chen, Song & Gao, 2000 — Cina
106. Alopecosa palmae Schmidt, 1982 — Isole Canarie
107. Alopecosa pelusiaca (Audouin, 1826) — Africa settentrionale
108. Alopecosa pentheri (Nosek, 1905) — Bulgaria, dalla Grecia all'Azerbaigian
109. Alopecosa pictilis (Emerton, 1885) — Regione olartica
110. Alopecosa pinetorum (Thorell, 1856) — Regione paleartica
111. Alopecosa psammophila Buchar, 2001 — Repubblica Ceca, Slovacchia, Ungheria
112. Alopecosa pseudocuneata (Schenkel, 1953) — Cina
113. Alopecosa pulverulenta (Clerck, 1757) — Regione paleartica
  - Alopecosa pulverulenta tridentina (Thorell, 1875) — Austria
114. Alopecosa raddei (Simon, 1889) — Asia centrale
115. Alopecosa rapa (Karsch, 1881) — Isole Gilbert (Kiribati)
116. Alopecosa reimoseri (Kolosváry, 1934) — Ungheria
117. Alopecosa restricta Mello-Leitão, 1940 — Argentina
118. Alopecosa roeweri (Rosca, 1937) — Ucraina
119. Alopecosa rosea Mello-Leitão, 1945 — Argentina
120. Alopecosa saurica Marusik, 1995 — Kazakistan
121. Alopecosa schmidti (Hahn, 1835) — Regione paleartica
122. Alopecosa sciophila Ponomarev, 2008 — Kazakistan
123. Alopecosa sibirica (Kulczynski, 1908) — Russia, Mongolia, Cina
124. Alopecosa simoni (Thorell, 1872) — Mediterraneo
125. Alopecosa sokhondoensis Logunov & Marusik, 1995 — Russia
126. Alopecosa solitaria (Herman, 1879) — Europa, Russia
127. Alopecosa solivaga (Kulczynski, 1901) — Russia, Mongolia, Cina
  - Alopecosa solivaga annulata (Kulczynski, 1916) — Russia
  - Alopecosa solivaga borea (Kulczynski, 1908) — Russia
  - Alopecosa solivaga katunjica (Ermolajev, 1937) — Russia
  - Alopecosa solivaga lineata (Kulczynski, 1916) — Russia
128. Alopecosa spasskyi Ponomarev, 2008 — Kazakhstan
129. Alopecosa spinata Yu & Song, 1988 — Cina
130. Alopecosa steppica Ponomarev, 2007 — Russia
131. Alopecosa strandi (Rosca, 1936) — Romania, Ucraina
132. Alopecosa striatipes (C. L. Koch, 1839) — dall'Europa all'Asia centrale
133. Alopecosa sublimbata Roewer, 1960 — Bioko (Golfo di Guinea)
134. Alopecosa subrufa (Schenkel, 1963) — Russia, Mongolia, Cina
135. Alopecosa subsolitaria Savelyeva, 1972 — Russia
136. Alopecosa subvalida Guy, 1966 — Marocco
137. Alopecosa sulzeri (Pavesi, 1873) — Regione paleartica
138. Alopecosa taeniata (C. L. Koch, 1835) — Regione paleartica
139. Alopecosa taeniopus (Kulczynski, 1895) — dalla Bulgaria alla Cina
140. Alopecosa tanakai Omelko & Marusik, 2008 — Russia
141. Alopecosa thaleri Hepner & Paulus, 2007 — Isole Canarie
142. Alopecosa trabalis (Clerck, 1757) — dall'Europa all'Asia centrale
  - Alopecosa trabalis albica (Franganillo, 1913) — Spagna
143. Alopecosa tunetana Roewer, 1960 — Tunisia
144. Alopecosa uiensis Esyunin, 1996 — Russia
145. Alopecosa upembania Roewer, 1960 — Congo
146. Alopecosa valida (Lucas, 1846) — Marocco, Algeria
147. Alopecosa virgata (Kishida, 1909) — Russia, Corea, Giappone
148. Alopecosa volubilis Yoo, Kim & Tanaka, 2004 — Corea, Giappone
149. Alopecosa wenxianensis Tang et al., 1997 — Cina
150. Alopecosa xilinensis Peng et al., 1997 — Cina
151. Alopecosa xiningensis Hu, 2001 — Cina
152. Alopecosa xinjiangensis Hu & Wu, 1989 — Mongolia, Cina
153. Alopecosa xuelin Tang & Zhang, 2004 — Cina
154. Alopecosa yamalensis Esyunin, 1996 — Russia
155. Alopecosa zyuzini Logunov & Marusik, 1995 — Russia, Mongolia

## Amblyothele
Amblyothele Simon, 1910
1. Amblyothele albocincta Simon, 1910[1] — Botswana
2. Amblyothele atlantica Russell-Smith, Jocqué & Alderweireldt, 2009 — Camerun
3. Amblyothele ecologica Russell-Smith, Jocqué & Alderweireldt, 2009 — Sudafrica
4. Amblyothele hamatula Russell-Smith, Jocqué & Alderweireldt, 2009 — Costa d'Avorio
5. Amblyothele kivumba Russell-Smith, Jocqué & Alderweireldt, 2009 — Ruanda
6. Amblyothele latedissipata Russell-Smith, Jocqué & Alderweireldt, 2009 — Tanzania, Mozambico, Sudafrica
7. Amblyothele longipes Russell-Smith, Jocqué & Alderweireldt, 2009 — Costa d'Avorio, Togo
8. Amblyothele togona Roewer, 1960 — Costa d'Avorio, Camerun, Togo, Congo, Kenya

## Anomalomma
Anomalomma Simon, 1890
- Anomalomma harishi Dyal, 1935 — Pakistan
- Anomalomma lycosinum Simon, 1890[1] — Giava
- Anomalomma rhodesianum Roewer, 1960 — Zimbabwe

## Anomalosa
Anomalosa Roewer, 1960
- Anomalosa kochi (Simon, 1898)[1] — Queensland
- Anomalosa oz Framenau, 2006 — Australia meridionale, Nuovo Galles del Sud, Victoria

## Anoteropsis
Anoteropsis L. Koch, 1878
1. Anoteropsis adumbrata (Urquhart, 1887) — Nuova Zelanda, Isola Stewart (Nuova Zelanda)
2. Anoteropsis aerescens (Goyen, 1887) — Nuova Zelanda
3. Anoteropsis alpina Vink, 2002 — Nuova Zelanda
4. Anoteropsis arenivaga (Dalmas, 1917) — Nuova Zelanda
5. Anoteropsis blesti Vink, 2002 — Nuova Zelanda
6. Anoteropsis canescens (Goyen, 1887) — Nuova Zelanda
7. Anoteropsis cantuaria Vink, 2002 — Nuova Zelanda
8. Anoteropsis flavescens L. Koch, 1878[1] — Nuova Zelanda
9. Anoteropsis flavovittata Simon, 1880 — Nuova Caledonia
10. Anoteropsis forsteri Vink, 2002 — Nuova Zelanda, Isola Stewart (Nuova Zelanda)
11. Anoteropsis hallae Vink, 2002 — Nuova Zelanda
12. Anoteropsis hilaris (L. Koch, 1877) — Nuova Zelanda, Isola Stewart (Nuova Zelanda), Isole Auckland
13. Anoteropsis insularis Vink, 2002 — Isole Chatham, Isole Pitt (Antartide)
14. Anoteropsis lacustris Vink, 2002 — Nuova Zelanda
15. Anoteropsis litoralis Vink, 2002 — Nuova Zelanda
16. Anoteropsis montana Vink, 2002 — Nuova Zelanda
17. Anoteropsis okatainae Vink, 2002 — Nuova Zelanda
18. Anoteropsis papuana Thorell, 1881 — Nuova Guinea
19. Anoteropsis ralphi (Simon, 1905) — Isole Chatham
20. Anoteropsis senica (L. Koch, 1877) — Nuova Zelanda, Isola Stewart (Nuova Zelanda)
21. Anoteropsis urquharti (Simon, 1898) — Nuova Zelanda
22. Anoteropsis virgata (Karsch, 1880) — Polinesia (probabile collocazione errata in questo genere)
23. Anoteropsis westlandica Vink, 2002 — Nuova Zelanda

## Arctosa
Arctosa C. L. Koch, 1847
1. Arctosa albida (Simon, 1898) — Sudafrica
2. Arctosa albopellita (L. Koch, 1875) — Etiopia
3. Arctosa algerina Roewer, 1960 — Algeria
4. Arctosa aliusmodi (Karsch, 1880) — Polinesia
5. Arctosa alluaudi Guy, 1966 — Marocco
6. Arctosa alpigena (Doleschall, 1852) — Regione olartica
  - Arctosa alpigena lamperti Dahl, 1908 — Europa centrale e orientale
7. Arctosa amylaceoides (Schenkel, 1936) — Cina
8. Arctosa andina (Chamberlin, 1916) — Perù
9. Arctosa astuta (Gerstäcker, 1873) — Africa centrale
10. Arctosa atriannulipes (Strand, 1906) — Etiopia
11. Arctosa atroventrosa (Lenz, 1886) — Madagascar
12. Arctosa aussereri (Keyserling, 1877) — Porto Rico, Colombia
13. Arctosa bacchabunda (Karsch, 1884) — São Tomé
14. Arctosa bakva (Roewer, 1960) — Afghanistan
15. Arctosa berlandi (Caporiacco, 1949) — Africa orientale
16. Arctosa bicoloripes (Roewer, 1960) — Ruanda
17. Arctosa biseriata Roewer, 1960 — Congo
18. Arctosa bogotensis (Keyserling, 1877) — Colombia
19. Arctosa brauni (Strand, 1916) — Africa orientale
20. Arctosa brevialva (Franganillo, 1913) — Spagna
21. Arctosa brevispina (Lessert, 1915) — Africa centrale e orientale
22. Arctosa camerunensis Roewer, 1960 — Camerun
23. Arctosa capensis Roewer, 1960 — Sudafrica
24. Arctosa chungjooensis Paik, 1994 — Corea
25. Arctosa cinerea (Fabricius, 1777)[1]  — Regione paleartica, Congo
  - Arctosa cinerea obscura (Franganillo, 1913) — Spagna
26. Arctosa coreana Paik, 1994 — Corea
27. Arctosa daisetsuzana (Saito, 1934) — Giappone
28. Arctosa danzhounensis Barrion, Barrion-Dupo, Catindig, Villareal, Cai, Yuan & Heong, 2013 — Cina
29. Arctosa darountaha Roewer, 1960 — Afghanistan
30. Arctosa denticulata Jiménez & Dondale, 1984 — Messico
31. Arctosa depectinata (Bösenberg & Strand, 1906) — Cina, Giappone
32. Arctosa depuncta (O. P.-Cambridge, 1876) — Libia, Egitto
33. Arctosa deserta (O. P.-Cambridge, 1872) — Siria
34. Arctosa dissonans (O. P.-Cambridge, 1872) — Siria
35. Arctosa ebicha Yaginuma, 1960 — Cina, Corea, Giappone
36. Arctosa edeana Roewer, 1960 — Camerun
37. Arctosa emertoni Gertsch, 1934 — USA, Canada
38. Arctosa ephippiata Roewer, 1960 — Camerun
39. Arctosa epiana (Berland, 1938) — Nuove Ebridi
40. Arctosa erythraeana Roewer, 1960 — Etiopia
41. Arctosa excellens (Simon, 1876) — Portogallo, Spagna
42. Arctosa fessana Roewer, 1960 — Libia
43. Arctosa figurata (Simon, 1876) — Europa, Russia
44. Arctosa frequentissima Caporiacco, 1947 — Africa centrale e orientale
45. Arctosa fujiii Tanaka, 1985 — Cina, Giappone
46. Arctosa fulvolineata (Lucas, 1846) — Europa, Africa settentrionale
47. Arctosa fusca (Keyserling, 1877) — America centrale, Indie occidentali
48. Arctosa gougu Chen & Song, 1999 — Cina
49. Arctosa hallasanensis Paik, 1994 — Corea
50. Arctosa harraria Roewer, 1960 — Etiopia
51. Arctosa hikosanensis Tanaka, 1985 — Giappone
52. Arctosa himalayensis Tikader & Malhotra, 1980 — India
53. Arctosa hottentotta Roewer, 1960 — Namibia
54. Arctosa humicola (Bertkau, 1880) — Brasile, Guyana
55. Arctosa hunanensis Yin, Peng & Bao, 1997 — Cina
56. Arctosa inconspicua (Bryant, 1948) — Hispaniola
57. Arctosa indica Tikader & Malhotra, 1980 — India, Cina
58. Arctosa insignita (Thorell, 1872) — USA, Canada, Alaska, Groenlandia, Russia
59. Arctosa intricaria (C. L. Koch, 1847) — Mediterraneo
60. Arctosa ipsa (Karsch, 1879) — Russia, Corea, Giappone
61. Arctosa janetscheki Buchar, 1976 — Nepal
62. Arctosa kadjahkaia Roewer, 1960 — Afghanistan
63. Arctosa kansuensis (Schenkel, 1936) — Cina
64. Arctosa kassenjea (Strand, 1913) — Africa centrale e orientale
65. Arctosa kawabe Tanaka, 1985 — Russia, Giappone
66. Arctosa kazibana Roewer, 1960 — Congo
67. Arctosa keniana (Roewer, 1960) — Congo
68. Arctosa keumjeungsana Paik, 1994 — Russia, Corea
69. Arctosa khudiensis (Sinha, 1951) — India, Cina
70. Arctosa kiangsiensis (Schenkel, 1963) — Cina
71. Arctosa kirkiana (Strand, 1913) — Africa centrale e orientale
72. Arctosa kiwuana (Strand, 1913) — Africa centrale e orientale
73. Arctosa kolosvaryi (Caporiacco, 1947) — Etiopia
74. Arctosa kwangreungensis Paik & Tanaka, 1986 — Cina, Corea
75. Arctosa labiata Tso & Chen, 2004 — Taiwan
76. Arctosa laccophila (Simon, 1910) — Guinea-Bissau
77. Arctosa lacupemba (Roewer, 1960) — Congo
78. Arctosa lacustris (Simon, 1876) — Isole Canarie, Mediterraneo
79. Arctosa lagodechiensis Mcheidze, 1997 — Georgia
80. Arctosa lama Dondale & Redner, 1983 — USA, Canada
81. Arctosa laminata Yu & Song, 1988 — Cina, Giappone
82. Arctosa lawrencei (Roewer, 1960) — Sudafrica
83. Arctosa leaeniformis (Simon, 1910) — Botswana
84. Arctosa leopardus (Sundevall, 1833) — Regione paleartica
85. Arctosa lesserti Reimoser, 1934 — India
86. Arctosa letourneuxi (Simon, 1885) — dal Marocco alla Tunisia
87. Arctosa lightfooti (Purcell, 1903) — Sudafrica
88. Arctosa litigiosa Roewer, 1960 — Congo, Tanzania
89. Arctosa littoralis (Hentz, 1844) — America settentrionale e centrale
90. Arctosa liujiapingensis Yin et al., 1997 — Cina
91. Arctosa lutetiana (Simon, 1876) — Europa, Russia
92. Arctosa maculata (Hahn, 1822) — Europa, Russia
93. Arctosa maderana Roewer, 1960 — Madeira
94. Arctosa marfieldi Roewer, 1960 — Camerun
95. Arctosa marocensis Roewer, 1960 — Marocco
96. Arctosa meinerti (Thorell, 1875) — Algeria
97. Arctosa meitanensis Yin et al., 1993 — Cina
98. Arctosa minuta F. O. P.-Cambridge, 1902 — dagli USA alla Guyana
99. Arctosa mittensa Yin et al., 1993 — Cina
100. Arctosa mossambica Roewer, 1960 — Mozambico
101. Arctosa mulani (Dyal, 1935) — India, Pakistan
102. Arctosa nava Roewer, 1955 — Iran
103. Arctosa niccensis (Strand, 1907) — Giappone
104. Arctosa ningboensis Yin, Bao & Zhang, 1996 — Cina
105. Arctosa nivosa (Purcell, 1903) — Sudafrica
106. Arctosa nonsignata Roewer, 1960 — Congo
107. Arctosa nyembeensis (Strand, 1916) — Africa orientale
108. Arctosa obscura Denis, 1953 — Yemen
109. Arctosa oneili (Purcell, 1903) — Sudafrica
110. Arctosa otaviensis Roewer, 1960 — Namibia
111. Arctosa pardosina (Simon, 1898) — Uzbekistan
112. Arctosa pargongensis Paik, 1994 — Corea
113. Arctosa pelengea Roewer, 1960 — Congo
114. Arctosa perita (Latreille, 1799) — Regione olartica
  - Arctosa perita arenicola (Simon, 1937) — Francia
115. Arctosa personata (L. Koch, 1872) — Mediterraneo occidentale
116. Arctosa pichoni Schenkel, 1963 — Cina
117. Arctosa picturella (Strand, 1906) — Etiopia
118. Arctosa poecila Caporiacco, 1939 — Etiopia
119. Arctosa politana Roewer, 1960 — Etiopia
120. Arctosa promontorii (Pocock, 1900) — Sudafrica
121. Arctosa pseudoleopardus Ponomarev, 2007 — Russia
122. Arctosa pugil (Bertkau, 1880) — Brasile
123. Arctosa pungcheunensis Paik, 1994 — Corea
124. Arctosa quadripunctata (Lucas, 1846) — Africa settentrionale
125. Arctosa quinquedens Dhali et al., 2012 — India
126. Arctosa raptor (Kulczynski, 1885) — Russia, Nepal, USA, Canada
127. Arctosa ravida Ponomarev, 2007 — Kazakistan
128. Arctosa recurva Yu & Song, 1988 — Cina
129. Arctosa renidescens Buchar & Thaler, 1995 — Europa centrale
130. Arctosa ripaecola (Roewer, 1960) — Tanzania
131. Arctosa rubicunda (Keyserling, 1877) — USA, Canada
132. Arctosa rufescens Roewer, 1960 — Camerun
133. Arctosa sanctaerosae Gertsch & Wallace, 1935 — USA
134. Arctosa sandeshkhaliensis Majumder, 2004 — India
135. Arctosa sapiranga Silva & Lise, 2009 — Brasile
136. Arctosa schensiensis Schenkel, 1963 — Cina
137. Arctosa schweinfurthi (Strand, 1906) — Etiopia
138. Arctosa scopulitibiis (Strand, 1906) — Etiopia
139. Arctosa serii Roth & Brown, 1976 — Messico
140. Arctosa serrulata Mao & Song, 1985 — Cina
141. Arctosa similis Schenkel, 1938 — Isole Canarie, Marocco, dal Portogallo alla Croazia
142. Arctosa simoni Guy, 1966 — Turchia
143. Arctosa sjostedti Roewer, 1960 — Tanzania
144. Arctosa sordulenta (Thorell, 1899) — Camerun
145. Arctosa springiosa Yin et al., 1993 — Cina
146. Arctosa stigmosa (Thorell, 1875) — Francia, dalla Norvegia all'Ucraina
147. Arctosa subamylacea (Bösenberg & Strand, 1906) — Kazakistan, Cina, Corea, Giappone
148. Arctosa swatowensis (Strand, 1907) — Cina
149. Arctosa tanakai Barrion & Litsinger, 1995 — Filippine
150. Arctosa tappaensis Gajbe, 2004 — India
151. Arctosa tbilisiensis Mcheidze, 1946 — Bulgaria, dalla Grecia alla Georgia
152. Arctosa tenuissima (Purcell, 1903) — Sudafrica
153. Arctosa testacea Roewer, 1960 — Tanzania
154. Arctosa togona Roewer, 1960 — Togo
155. Arctosa transvaalana Roewer, 1960 — Sudafrica
156. Arctosa tridens (Simon, 1937) — Algeria
157. Arctosa tridentata Chen & Song, 1999 — Cina
158. Arctosa truncata Tso & Chen, 2004 — Taiwan
159. Arctosa upembana Roewer, 1960 — Congo
160. Arctosa vaginalis Yu & Song, 1988 — Cina
161. Arctosa variana C. L. Koch, 1847 — dal Mediterraneo all'Asia centrale
162. Arctosa villica (Lucas, 1846) — Mediterraneo occidentale
163. Arctosa virgo (Chamberlin, 1925) — USA
164. Arctosa wittei Roewer, 1960 — Congo, Tanzania
165. Arctosa workmani (Strand, 1909) — Paraguay
166. Arctosa xunyangensis Wang & Qiu, 1992 — Cina
167. Arctosa yasudai (Tanaka, 2000) — Giappone
168. Arctosa ziyunensis Yin, Peng & Bao, 1997 — Cina

## Arctosippa
Arctosippa Roewer, 1960
- Arctosippa gracilis (Keyserling, 1881)[1]  — Perù

## Arctosomma
Arctosomma Roewer, 1960
- Arctosomma trochosiforme (Strand, 1906b)[1] — Etiopia

## Artoria
Artoria Thorell, 1877
1. Artoria albopedipalpis Framenau, 2002 — Victoria (Australia)
2. Artoria albopilata (Urquhart, 1893) — dal Queensland (Australia) all'Australia meridionale, Tasmania
3. Artoria alta Framenau, 2004 — Nuovo Galles del Sud (Australia)
4. Artoria amoena (Roewer, 1960) — Congo
5. Artoria avona Framenau, 2002 — Australia meridionale, Victoria
6. Artoria berenice (L. Koch, 1877) — dal Queensland (Australia) alla Tasmania, Nuova Caledonia, Vanuatu
7. Artoria cingulipes Simon, 1909 — Australia occidentale, Australia meridionale
8. Artoria flavimana Simon, 1909 — dall'Australia occidentale al Nuovo Galles del Sud (Australia)
9. Artoria gloriosa (Rainbow, 1920) — Isola Lord Howe
10. Artoria hebridisiana (Berland, 1938) — Nuove Ebridi
11. Artoria hospita Vink, 2002 — Nuova Zelanda
12. Artoria howquaensis Framenau, 2002 — Australia meridionale, Victoria
13. Artoria impedita (Simon, 1909) — Australia occidentale
14. Artoria ligulacea (Qu, Peng & Yin, 2009) — Cina
15. Artoria lineata (L. Koch, 1877) — Australia meridionale, dal Nuovo Galles del Sud (Australia) alla Tasmania
16. Artoria linnaei Framenau, 2008 — Australia occidentale
17. Artoria lycosimorpha Strand, 1909 — Sudafrica
18. Artoria maculatipes (Roewer, 1960) — Namibia
19. Artoria mckayi Framenau, 2002 — dal Queensland (Australia) alla Tasmania
20. Artoria minima (Berland, 1938) — Nuove Ebridi
21. Artoria palustris Dahl, 1908 — Nuova Guinea, Arcipelago delle Bismarck
22. Artoria parvula Thorell, 1877[1] — Filippine, Celebes (Indonesia), Territorio del Nord (Australia), Cina
23. Artoria pruinosa (L. Koch, 1877) — Nuovo Galles del Sud (Australia)
24. Artoria quadrata Framenau, 2002 — Queensland (Australia), Nuovo Galles del Sud (Australia), Victoria
25. Artoria schizocoides Framenau & Hebets, 2007 — Australia occidentale
26. Artoria segrega Vink, 2002 — Nuova Zelanda
27. Artoria separata Vink, 2002 — Nuova Zelanda
28. Artoria taeniifera Simon, 1909 — Australia occidentale, Nuovo Galles del Sud (Australia)
29. Artoria thorelli (Berland, 1929) — Isole Samoa, Isole Marchesi
30. Artoria triangularis Framenau, 2002 — Australia meridionale, dal Queensland (Australia) alla Tasmania
31. Artoria ulrichi Framenau, 2002 — Nuovo Galles del Sud (Australia), Victoria
32. Artoria victoriensis Framenau, Gotch & Austin, 2006 — Australia meridionale, Nuovo Galles del Sud (Australia), Victoria

## Artoriellula
Artoriellula Roewer, 1960
1. Artoriellula bicolor (Simon, 1898)[1] — Sudafrica
2. Artoriellula celebensis Merian, 1911 — Celebes

## Artoriopsis
Artoriopsis Framenau, 2007
1. Artoriopsis anacardium Framenau, 2007 — Territorio del Nord, Queensland
2. Artoriopsis eccentrica Framenau, 2007 — Australia Occidentale, Australia Meridionale, Victoria
3. Artoriopsis expolita (L. Koch, 1877)[1] — Australia, Tasmania, Nuova Zelanda
4. Artoriopsis joergi Framenau, 2007 — Australia Occidentale, Australia Meridionale
5. Artoriopsis klausi Framenau, 2007 — Australia Meridionale, Nuovo Galles del Sud, Victoria
6. Artoriopsis melissae Framenau, 2007 — dal Queensland alla Tasmania
7. Artoriopsis whitehouseae Framenau, 2007 — Queensland, Nuovo Galles del Sud

## Aulonia
Aulonia C.L. Koch, 1847
- Aulonia albimana (Walckenaer, 1805)[1] — Regione paleartica
- Aulonia kratochvili Dunin, Buchar & Absolon, 1986 — dalla Grecia all'Asia centrale, Israele, Iran

## Auloniella
Auloniella Roewer, 1960
- Auloniella maculisterna Roewer, 1960[1] — Tanzania

## Birabenia
Birabenia Mello-Leitão, 1941
- Birabenia birabenae Mello-Leitão, 1941[1] — Argentina
- Birabenia vittata Mello-Leitão, 1945 — Argentina, Uruguay

## Bogdocosa
Bogdocosa Ponomarev & Belosludtsev, 2008
- Bogdocosa baskuntchakensis Ponomarev & Belosludtsev, 2008[1] - Russia, Iran

## Brevilabus
Brevilabus Strand, 1908
- Brevilabus gillonorum Cornic, 1980 — Costa d'Avorio
- Brevilabus oryx (Simon, 1886)[1] — Senegal, Etiopia

## Bristowiella
Bristowiella Saaristo, 1980
- Bristowiella kartalensis Alderweireldt, 1988 — isole Comore
- Bristowiella seychellensis (Bristowe, 1973)[1] — isole Seychelles, isole Comore, Aldabra

## Camptocosa
Camptocosa Dondale, Jiménez & Nieto, 2005
- Camptocosa parallela (Banks, 1898)[1] — USA, Messico
- Camptocosa texana Dondale, Jiménez & Nieto, 2005 — USA

## Caporiaccosa
Caporiaccosa Roewer, 1960
- Caporiaccosa arctosaeformis (Caporiacco, 1940c)[1] — Etiopia

## Caspicosa
Caspicosa Ponomarev, 2007
- Caspicosa kulsaryensis Ponomarev, 2007[1] — Kazakhstan
- Caspicosa manytchensis Ponomarev, 2007 — Russia

## Costacosa
Costacosa Framenau & Leung, 2013
- Costacosa dondalei Framenau & Leung, 2013 — Australia occidentale
- Costacosa torbjorni Framenau & Leung, 2013[1] — Australia occidentale

## Crocodilosa
Crocodilosa Caporiacco, 1947
- Crocodilosa kittenbergeri Caporiacco, 1947[1] — Africa orientale
- Crocodilosa leucostigma (Simon, 1885) — India
- Crocodilosa maindroni (Simon, 1897) — India
- Crocodilosa ovicula (Thorell, 1895) — Birmania
- Crocodilosa virulenta (O. P.-Cambridge, 1876) — Egitto

## Cynosa
Cynosa Caporiacco, 1933
- Cynosa agedabiae Caporiacco, 1933[1] — Africa settentrionale

## Dejerosa
Dejerosa Roewer, 1960
- Dejerosa picta Roewer, 1960[1] — Mozambico

## Deliriosa
Deliriosa Kovblyuk, 2009
- Deliriosa chiragrica (Thorell, 1875)[1] — Ucraina

## Diahogna
Diahogna Roewer, 1960
- Diahogna exculta (L. Koch, 1876) — Nuovo Galles del Sud (Australia), Nuova Caledonia
- Diahogna hildegardae Framenau, 2006 — Nuovo Galles del Sud (Australia), Victoria
- Diahogna martensi (Karsch, 1878)[1] — Nuovo Galles del Sud (Australia), Victoria, Australia meridionale, Tasmania
- Diahogna pisauroides Framenau, 2006 — Territorio del Nord (Australia)

## Diapontia
Diapontia Keyserling, 1876
- Diapontia niveovittata Mello-Leitão, 1945 — Argentina
- Diapontia pourtaleensis Mello-Leitão, 1944 — Argentina
- Diapontia senescens Mello-Leitão, 1944 — Argentina
- Diapontia uruguayensis Keyserling, 1877[1] — Brasile, Perù, Uruguay, Argentina

## Dingosa
Dingosa Roewer, 1955
1. Dingosa humphreysi (McKay, 1985) — Australia meridionale
2. Dingosa liopus (Chamberlin, 1916) — Perù
3. Dingosa murata Framenau & Baehr, 2007 — Australia meridionale
4. Dingosa serrata (L. Koch, 1877) — Australia meridionale
5. Dingosa simsoni (Simon, 1898)[1] — Australia meridionale, Tasmania
6. Dingosa venefica (Keyserling, 1891) — Brasile

## Dolocosa
Dolocosa Roewer, 1960
- Dolocosa dolosa (O. P.-Cambridge, 1873[1] — Isola di Sant'Elena

## Donacosa
Donacosa Alderweireldt & Jocqué, 1991
- Donacosa merlini Alderweireldt & Jocqué, 1991[1] — Spagna

## Dorjulopirata
Dorjulopirata Buchar, 1997
- Dorjulopirata dorjulanus Buchar, 1997[1] — Bhutan

## Draposa
Draposa Kronestedt, 2010
1. Draposa amkhasensis (Tikader & Malhotra, 1976) — India
2. Draposa atropalpis (Gravely, 1924) — India, Sri Lanka
3. Draposa burasantiensis (Tikader & Malhotra, 1976) — India
4. Draposa lyrivulva (Bösenberg & Strand, 1906) — Pakistan, India, Sri Lanka
5. Draposa nicobarica (Thorell, 1891)[1] — Isole Nicobare
6. Draposa oakleyi (Gravely, 1924) — Pakistan, India, Bangladesh
7. Draposa porpaensis (Gajbe, 2004) — India
8. Draposa subhadrae (Patel & Reddy, 1993) — India, Sri Lanka
9. Draposa tenasserimensis (Thorell, 1895) — Birmania, forse Sumatra e Giava
10. Draposa zhanjiangensis (Yin, Wang, Peng & Xie, 1995) — Cina, forse Malesia, Sumatra e Borneo

## Edenticosa
Edenticosa Roewer, 1960
- Edenticosa edentula (Simon, 1910)[1] — Bioko (Golfo di Guinea)

## Evippa
Evippa Simon, 1882
1. Evippa aculeata (Kroneberg, 1875) — Asia centrale
2. Evippa aequalis Alderweireldt, 1991 — Senegal, Sudan
3. Evippa apsheronica Marusik, Guseinov & Koponen, 2003 — Azerbaigian
4. Evippa arenaria (Audouin, 1826)[1] — Africa settentrionale
5. Evippa badchysica Sternbergs, 1979 — Turkmenistan
6. Evippa banarensis Tikader & Malhotra, 1980 — India
7. Evippa benevola (O. P.-Cambridge, 1885) — Yarkand (Cina)
8. Evippa beschkentica Andreeva, 1976 — Asia centrale
9. Evippa caucasica Marusik, Guseinov & Koponen, 2003 — Azerbaigian
10. Evippa concolor (Kroneberg, 1875) — Tagikistan
11. Evippa douglasi Hogg, 1912 — Cina
12. Evippa eltonica Dunin, 1994 — Russia, Kazakistan
13. Evippa fortis Roewer, 1955 — Iran
14. Evippa jabalpurensis Gajbe, 2004 — India
15. Evippa jocquei Alderweireldt, 1991 — Africa settentrionale
16. Evippa kazachstanica Ponomarev, 2007 — Kazakhstan
17. Evippa kirchshoferae Roewer, 1959 — Tunisia
18. Evippa lugubris Chen, Song & Kim, 1998 — Cina
19. Evippa luteipalpis Roewer, 1955 — Iran
20. Evippa mandlaensis Gajbe, 2004 — India
21. Evippa massaica (Roewer, 1959) — Tanzania
22. Evippa nigerrima (Miller & Buchar, 1972) — Afghanistan
23. Evippa onager Simon, 1895 — Cina, Turkmenistan
24. Evippa praelongipes (O. P.-Cambridge, 1870) — dall'Egitto all'India, Pakistan, Kazakistan
25. Evippa projecta Alderweireldt, 1991 — Kenya
26. Evippa rajasthanea Tikader & Malhotra, 1980 — India
27. Evippa rubiginosa Simon, 1885 — India
28. Evippa russellsmithi Alderweireldt, 1991 — Etiopia, Somalia
29. Evippa schenkeli Sternbergs, 1979 — Turkmenistan
30. Evippa shivajii Tikader & Malhotra, 1980 — India
31. Evippa sibirica Marusik, 1995 — Russia, Mongolia, Kazakistan, Cina
32. Evippa sjostedti Schenkel, 1936 — Asia centrale, Mongolia, Cina
33. Evippa soderbomi Schenkel, 1936 — Mongolia, Cina
34. Evippa sohani Tikader & Malhotra, 1980 — India
35. Evippa solanensis Tikader & Malhotra, 1980 — India
36. Evippa strandi (Lessert, 1926) — Congo, Ruanda, Tanzania
37. Evippa turkmenica Sternbergs, 1979 — Turkmenistan

## Evippomma
Evippomma Roewer, 1959
1. Evippomma albomarginatum Alderweireldt, 1992 — dal Senegal all'Etiopia
2. Evippomma evippiforme (Caporiacco, 1935) — Karakorum
3. Evippomma evippinum (Simon, 1897) — India
4. Evippomma plumipes (Lessert, 1936) — Africa orientale e meridionale
5. Evippomma simoni Alderweireldt, 1992 — Sudan, Egitto
6. Evippomma squamulatum (Simon, 1898)[1] — Africa meridionale